# Адольф, Виктор Эдуардович
Виктор Эдуардович Адольф (19 (31) января 1894 — 19 июня 1936) — советский лётчик-испытатель.

## Биография
Родился 19 (31) января 1894 года. В 1913 году окончил гимназию, в 1915 году — два курса юридического факультета, приостановил обучение и добровольно поступил в Казанское пехотное юнкерское училище, учился по ускоренной программе, окончил в 1916 году.
Участник Первой мировой войны в 1916—1917 годах, поручик. Был членом экипажа гвардейского авиационного отряда действующей армии на Юго-Западном фронте. Его кумирами были Пётр Нестеров и Евграф Крутень, у последнего он учился лётному мастерству. Также его наставником в авиации был Пётр Шелухин — ветеран советской авиации.
В 1917 году после Брест-Литовского мира Виктор Адольф вступил в ряды Красной Армии, был среди первых лётчиков РККА. Участник гражданской войны в 1917—1919 годах в составе отряда Вятского района.
В 1920 году окончил школу лётчиков-наблюдателей, в 1923 году — Качинскую ВАШЛ, в 1924 году — Московскую высшую авиашколу. С 1925 года — лётчик-инструктор Качинской ВАШЛ. В октябре 1933 года работал лётчиком-испытателем авиазавода № 43 (Киев); испытывал серийные Р-10 (ХАИ-5).
Погиб 19 июня 1936 года при выполнении показательного полёта на обновлённом истребителе И-4.
Похоронен в Киеве на Лукьяновском кладбище.